# Бережесть (пункт контролю)
51°28′14.4″ пн. ш. 28°57′7.6″ сх. д. / 51.470667° пн. ш. 28.952111° сх. д.
Береже́сть — пункт контролю на державному кордоні України на кордоні з Білоруссю.
Розташований у Житомирській області, Овруцький район, на залізничній станції Бережесть в однойменному селі на залізничному відрізку Овруч — Калинковичі (Білорусь). Відстань до державного кордону — 13 км.
Вид пункту пропуску — залізничний. Статус пункту пропуску — міжнародний.
Характер перевезень — пасажирський, вантажний.
Пункт контролю «Бережесть» може здійснювати лише радіологічний, митний та прикордонний контроль.